# 永遠のあくる日
「永遠のあくる日」(えいえんのあくるひ、英語: The day after eternity ) は、日本の歌手・Adoの楽曲。
作詞・作曲はてにをは。2022年3月14日に配信限定シングルとしてVirgin Musicからリリースされた。

## 概説
作詞・作曲・編曲はAdoの3作目シングル「ギラギラ」を手掛けたてにをはが手掛け、ミュージック・ビデオ及びジャケットのイラストも「ギラギラ」と同じく沼田ゾンビが担当した。てにをはは本楽曲について「『ギラギラ』がバレンタインデーの贈り物だとしたら『永遠のあくる日』はホワイトデーのお返しです」とコメントしている。

## 映像作品
ミュージック・ビデオのイラストは沼田ゾンビが、映像はナノンが手掛けている。

## スタッフ・クレジット
- 西村奈央 - ピアノアレンジ[3]
- Naoki Itai - ミックス[4]